# Poeti italiani del Novecento
Poeti italiani del Novecento è un'antologia poetica curata da Pier Vincenzo Mengaldo e pubblicata nel 1978 tra "I Meridiani" Mondadori. Nonostante non abbracci l'intero secolo, è considerata l'antologia canonizzante per eccellenza per quanto riguarda la poesia italiana del Novecento 

## Struttura
Il libro segue un percorso storico stabilito dalla data dell'opera di ogni autore che ha più influito sugli autori successivi. Rispetto alle precedenti antologie, Mengaldo sceglie di cominciare dopo la triade "classica" Carducci-Pascoli-D'Annunzio; inoltre accoglie per la prima volta poeti dialettali e una donna, Amelia Rosselli.
Precede la scelta antologica un ampio saggio che tocca varie questioni della poesia italiana del Novecento e sul «"genere" metaletterario» dell'antologia.

## Autori antologizzati
Gli autori antologizzati, seguendo l'ordine in cui vengono presentati all'interno del libro, sono i seguenti:
- Corrado Govoni
- Sergio Corazzini
- Aldo Palazzeschi
- Guido Gozzano
- Paolo Buzzi
- Arturo Onofri
- Marino Moretti
- Umberto Saba
- Luciano Folgore
- Clemente Rebora
- Dino Campana
- Virgilio Giotti
- Camillo Sbarbaro
- Ardengo Soffici
- Diego Valeri
- Vincenzo Cardarelli
- Giuseppe Ungaretti
- Giovanni Boine
- Massimo Bontempelli
- Piero Jahier
- Delio Tessa
- Biagio Marin
- Eugenio Montale
- Attilio Bertolucci
- Salvatore Quasimodo
- Carlo Betocchi

- Alfonso Gatto
- Sergio Solmi
- Giacomo Noventa
- Mario Luzi
- Cesare Pavese
- Leonardo Sinisgalli
- Giorgio Caproni
- Sandro Penna
- Vittorio Sereni
- Giaime Pintor
- Pier Paolo Pasolini
- Giorgio Orelli
- Franco Fortini
- Tonino Guerra
- Nelo Risi
- Andrea Zanzotto
- Luciano Erba
- Giovanni Giudici
- Elio Pagliarani
- Edoardo Sanguineti
- Albino Pierro
- Antonio Porta
- Giovanni Raboni
- Amelia Rosselli
- Franco Loi

## Edizioni
- Pier Vincenzo Mengaldo (a cura di), Poeti italiani del Novecento, "I Meridiani", Milano, Mondadori, 1978, ISBN non esistente.
- Pier Vincenzo Mengaldo (a cura di), Poeti italiani del Novecento, "Biblioteca", Milano, Mondadori, 1981, ISBN non esistente.
- Pier Vincenzo Mengaldo (a cura di), Poeti italiani del Novecento, "Biblioteca moderna", Milano, Mondadori, 1983, ISBN non esistente.
- Pier Vincenzo Mengaldo (a cura di), Poeti italiani del Novecento, "Oscar poesia. Grandi classici", Milano, Mondadori, 1990, ISBN 978-88-04-38731-2.
- Pier Vincenzo Mengaldo (a cura di), Poeti italiani del Novecento, "Oscar", Milano, Mondadori, 1990, ISBN 978-88-04-52044-3.
- Pier Vincenzo Mengaldo (a cura di), Poeti italiani del Novecento, "Oscar poesia. Grandi classici", Milano, Mondadori, 1993, ISBN 88-04-32626-3.
- Pier Vincenzo Mengaldo (a cura di), Poeti italiani del Novecento, "Oscar Grandi Classici", Milano, Mondadori, 1994, ISBN 88-04-38731-9.
- Pier Vincenzo Mengaldo (a cura di), Poeti italiani del Novecento, "Oscar Baobab. Moderni", Milano, Mondadori, 2021, ISBN 978-88-047-3567-0.